# Mount Zeigler
Mount Zeigler ist ein 1120 m hoher Berg im westantarktischen Marie-Byrd-Land. In den Allegheny Mountains der Ford Ranges ragt er 5 km nordnordöstlich des Mount Swartley auf.
Der United States Geological Survey kartierte ihn anhand eigener Vermessungen und Luftaufnahmen der United States Navy aus den Jahren von 1959 bis 1965. Das Advisory Committee on Antarctic Names benannte den Berg 1970 nach Luther L. Zeigler (1922–2006), Pilot einer LC-130F Hercules bei der Operation Deep Freeze des Jahres 1968.